# Hyperlasion multisetus
Hyperlasion multisetus är en tvåvingeart som beskrevs av Mohrig, Roeschmann och Björn Rulik 2004. Hyperlasion multisetus ingår i släktet Hyperlasion och familjen sorgmyggor.
Artens utbredningsområde är Dominikanska republiken. Inga underarter finns listade i Catalogue of Life.